# Fatboy Slim

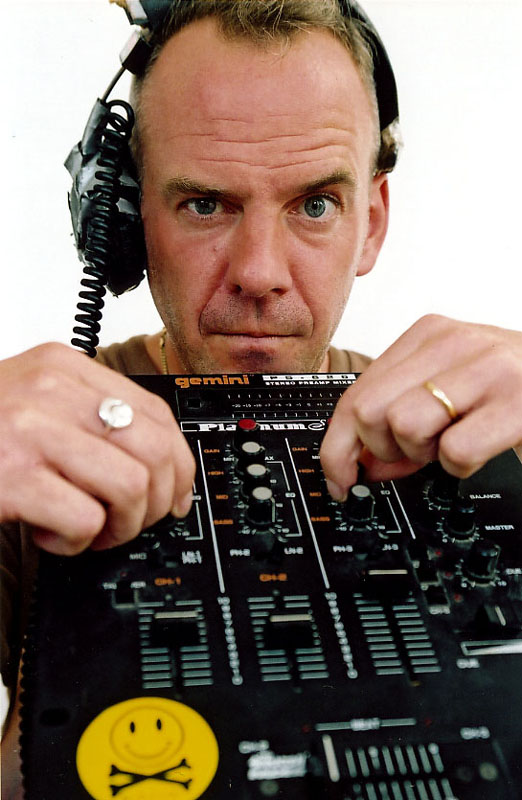
Fatboy Slim (2004)

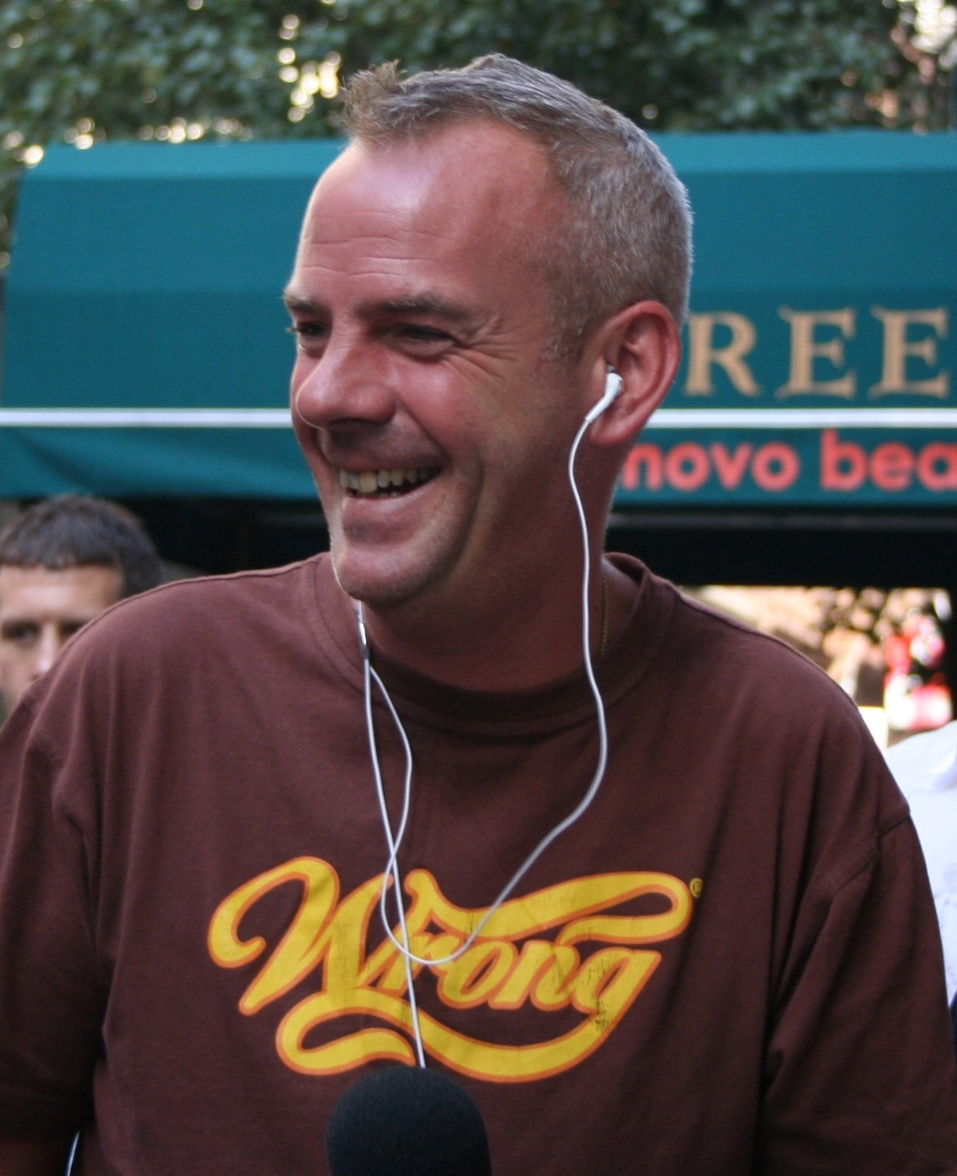
Fatboy Slim (2006)

Fatboy Slim (* 31. Juli 1963 als Quentin Leo Cook in Bromley, London) ist ein britischer Musiker. Weitere Pseudonyme, unter denen er seine Musik veröffentlicht, sind Norman Cook, Pizzaman und Son of a Cheeky Boy.

## Leben und Werk
In den späten 1970er Jahren lernte Cook den Songwriter Paul Heaton kennen, mit dem er die Punkband The Stomping Pond Frogs gründete, die sich auflöste, als er 1982 nach Brighton zog, um zu studieren. Nach eigenen Angaben startete er bereits 1978 als DJ. Erste Erfolge feierte er als Bassist der Band The Housemartins (u. a. mit dem Song Caravan of Love), der er sich 1986 anschloss und bis zur Auflösung 1988 angehörte. Danach konzentrierte er sich auf eigene Projekte und trat zunächst hauptsächlich als Remixer für Stücke anderer Künstler in Erscheinung. Seine erste Soloveröffentlichung war 1989 die Single "Won't Talk About It" (als Norman Cook), mit der er im Juli Platz 29 der britischen Charts erreichte. Im gleichen Jahr gründete er mit Lindy Layton die Band Beats International, die bis 1991 bestand. 1993 bildete er gemeinsam mit John Reid das House-Projekt Pizzaman und mit Gareth Hansome alias GMoney die Mighty Dub Katz. Zudem war er zwischen 1994 und 1997 Mitglied der Funkpop-Band Freak Power. Sie veröffentlichten zwei Alben, unter anderem mit dem Radiohit Turn On, Tune In, Cop Out.
Er setzte mit seinen zahlreichen Remixen Maßstäbe für jene Musikrichtung (beispielsweise Brimful of Asha von Cornershop), die später unter dem Namen Big Beat bekannt wurde. Sein weites stilistisches Spektrum reicht jedoch bis hin zu House- und Dancefloor-Produktionen. Zu seinen größten Hits als Fatboy Slim zählen Right Here, Right Now und The Rockafeller Skank, welches das Titellied von FIFA 99 war, sowie Praise You.
Ebenso bekannt sind seine Musikvideos, die unter anderem die Evolutionsgeschichte des Menschen humoristisch aufarbeiten (Right Here, Right Now, Regie: Hammer & Tongs) oder eine Amateurtanztruppe beim fröhlichen Tanz zeigen (Praise You, Regie: Spike Jonze). Das Video zu Weapon of Choice mit Hollywood-Star Christopher Walken (von Regisseur Spike Jonze) gewann im April 2002 die Wahl zum „besten Video aller Zeiten“ aus der Liste der Top-100-Musikvideos. Diese wurden in einer Umfrage unter Musikern, Regisseuren und Verantwortlichen im Umfeld der Musikindustrie durch den britischen Musiksender VH1 zur Wahl gestellt.
Die von Fatboy Slim veranstaltete kostenlose Party Big Beach Boutique zog bei ihrer zweiten Auflage im Juli 2002 etwa 250.000 Menschen zum Tanzen an den Strand von Brighton. Eine Dokumentation des Ereignisses erschien auf DVD. Als The BPA (The Brighton Port Authority) arbeitet er mit Künstlern wie David Byrne und Dizzee Rascal zusammen. Im August 2008 wurde das erste Science-Faxtion-Album veröffentlicht, an dem er auch mitgearbeitet hat.

## Diskografie
Studioalben

| Jahr                            | Titel                                    | Höchstplatzierung, Gesamtwochen, AuszeichnungChartplatzierungen (Jahr, Titel, Platzierungen, Wochen, Auszeichnungen, Anmerkungen) | Höchstplatzierung, Gesamtwochen, AuszeichnungChartplatzierungen (Jahr, Titel, Platzierungen, Wochen, Auszeichnungen, Anmerkungen) | Höchstplatzierung, Gesamtwochen, AuszeichnungChartplatzierungen (Jahr, Titel, Platzierungen, Wochen, Auszeichnungen, Anmerkungen) | Höchstplatzierung, Gesamtwochen, AuszeichnungChartplatzierungen (Jahr, Titel, Platzierungen, Wochen, Auszeichnungen, Anmerkungen) | Höchstplatzierung, Gesamtwochen, AuszeichnungChartplatzierungen (Jahr, Titel, Platzierungen, Wochen, Auszeichnungen, Anmerkungen) | Anmerkungen                              |
| Jahr                            | Titel                                    | DE | AT | CH | UK | US | Anmerkungen                              |
| ------------------------------- | ---------------------------------------- | --- | --- | --- | --- | --- | ---------------------------------------- |
| als Pizzaman                    |                                          | | | | | |                                          |
|                                 |                                          | | | | | |                                          |
| 1995                            | Pizzamania                               | — | — | — | — | — | Erstveröffentlichung: 1995               |
| als Fatboy Slim                 |                                          | | | | | |                                          |
|                                 |                                          | | | | | |                                          |
| 1996                            | Better Living Through Chemistry          | — | — | — | UK69 Gold · (5 Wo.)UK | — | Erstveröffentlichung: 16. September 1996 |
| 1998                            | You’ve Come a Long Way, Baby             | DE15 (40 Wo.)DE | AT13 (19 Wo.)AT | CH23 Gold · (22 Wo.)CH | UK1 ×4Vierfachplatin · (100 Wo.)UK                                                                                                | US34 Platin · (63 Wo.)US | Erstveröffentlichung: 19. Oktober 1998   |
| 2000                            | Halfway Between the Gutter and the Stars | DE23 (4 Wo.)DE | AT22 (3 Wo.)AT | CH35 (10 Wo.)CH | UK8 Platin · (32 Wo.)UK | US51 (5 Wo.)US | Erstveröffentlichung: 6. November 2000   |
| 2004                            | Palookaville                             | DE67 (2 Wo.)DE | AT35 (3 Wo.)AT | CH28 (4 Wo.)CH | UK14 Silber · (5 Wo.)UK | US149 (1 Wo.)US | Erstveröffentlichung: 4. Oktober 2004    |
| als The Brighton Port Authority |                                          | | | | | |                                          |
|                                 |                                          | | | | | |                                          |
| 2009                            | I Think We’re Gonna Need a Bigger Boat   | — | — | — | — | — | Erstveröffentlichung: 6. Januar 2009     |